# 金沙镇 (绩溪县)
金沙镇，是中华人民共和国安徽省宣城市绩溪县下辖的一个乡镇级行政单位。

## 行政区划
金沙镇下辖以下地区：
金沙村、黄土坑村、三十八号桥村、中坞村和兵坑村。